# Proyección acimutal equidistante

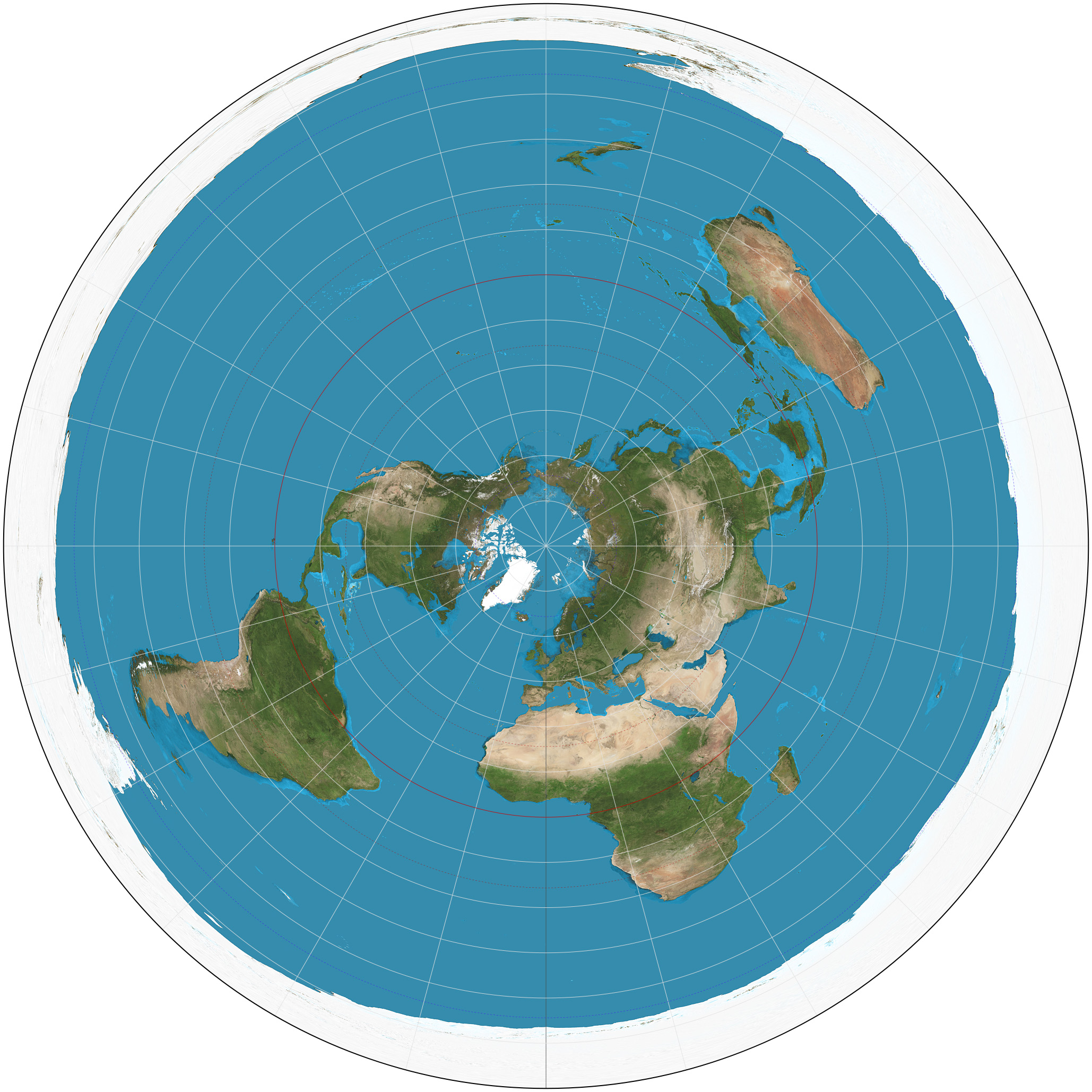
Proyección acimutal equidistante sobre el Polo Norte que se extiende hasta el Polo Sur.

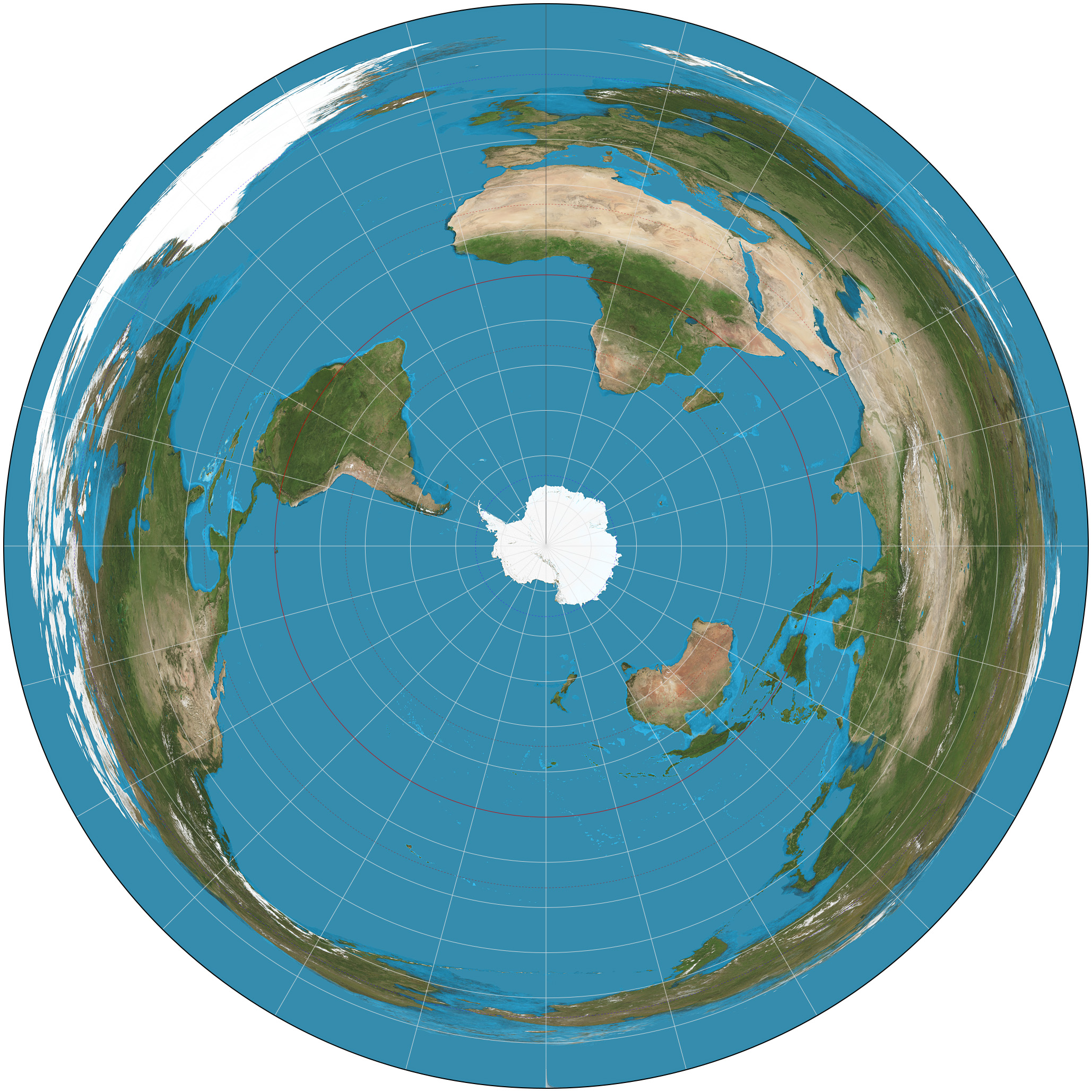
Proyección acimutal equidistante sobre el Polo Sur que se extiende hasta el Polo Norte.

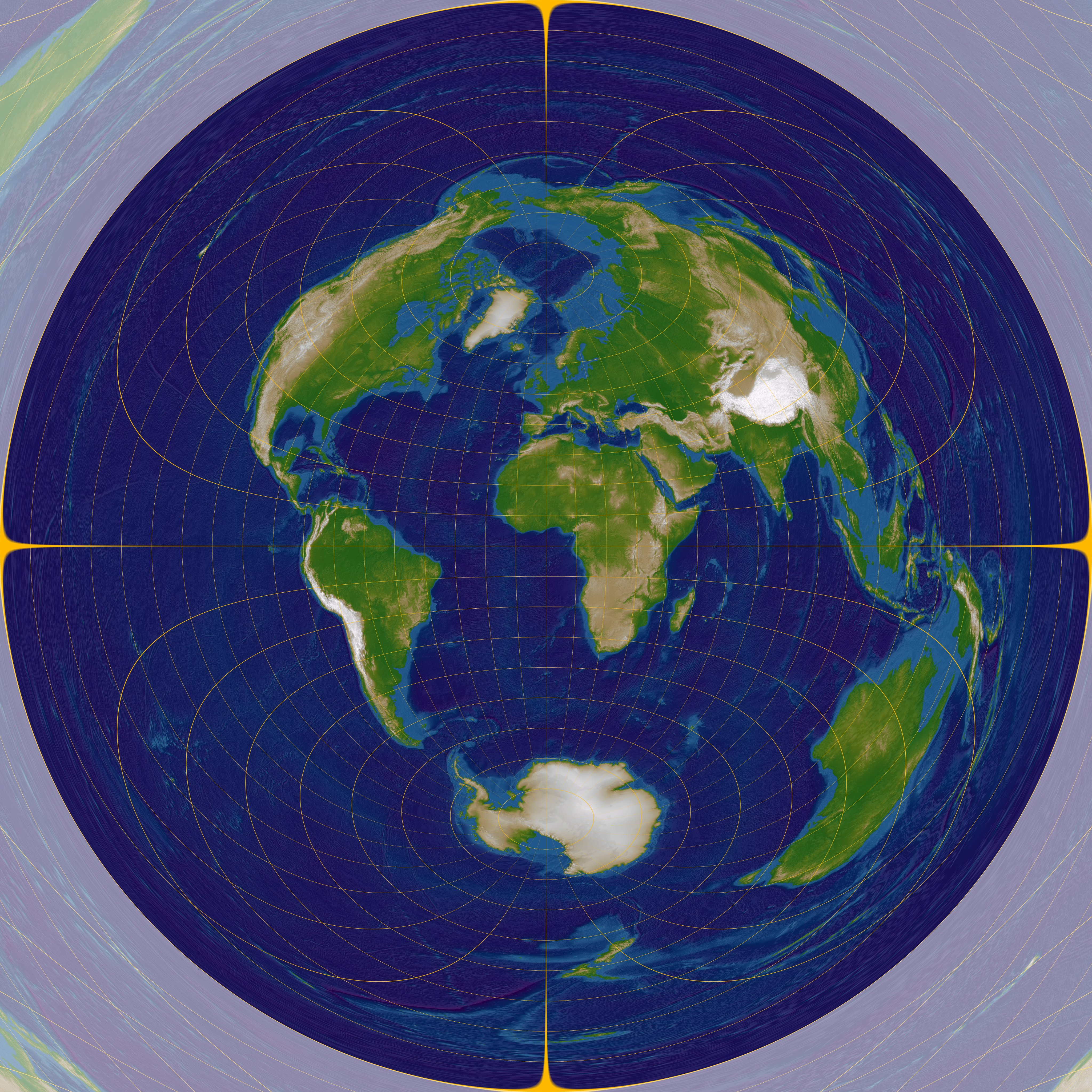
Proyección acimutal equidistante ecuatorial.

La proyección equidistante acimutal es una proyección cartográfica acimutal. Tiene las propiedades útiles de que mantiene la escala de las distancias respecto al centro del mapa, y que todos los puntos en el mapa están en el acimut (dirección) correcto desde el punto central. Esta proyección no es equivalente (distorsiona las áreas relativas) y no es conforme (distorsiona las formas y los ángulos). 
La proyección es un artefacto matemático, no una representación de una construcción geométrica. Con esta proyección, un mapa del mundo entero es un círculo con el centro de proyección (el punto de la esfera tangente al plano de proyección) en el centro del mapa. La distorsión de áreas y ángulos crece cuanto más lejos del centro del mapa. Como se mantiene la escala de las distancias respecto al centro, la circunferencia externa del mapa representa el punto más alejado posible, a 180 grados de distancia, la antípoda del centro.
Si el centro del mapa es uno de los polos geográficos de la Tierra (proyección acimutal equidistante polar) los meridianos aparecen representados como rectas y los paralelos como círculos concéntricos. Si la proyección se realiza en el ecuador terrestre (proyección acimutal equidistante ecuatorial) tienen longitud correcta tanto el paralelo del ecuador como del meridiano central, y los otros paralelos son curvas trascendentes que no son arcos de circunferencias. Si el centro del mapa es cualquier otro punto (proyección acimutal equidistante oblicua), el meridiano central se proyecta como una recta de longitud menor que la real y los demás meridianos y los paralelos aparecen representados como curvas trascendentes.
La bandera de las Naciones Unidas contiene un ejemplo de proyección acimutal equidistante. La proyección también es el modelo de la Tierra elegido por los defensores modernos de la Tierra plana, en donde la Antártida aparece como un muro de hielo rodeando la Tierra.

## Historia
Si bien puede haber sido utilizado por los antiguos egipcios para cartas estelares en algunos libros sagrados, el texto más antiguo que describe la proyección equidistante acimutal es una obra del siglo XI de Al-Biruni.
Un ejemplo de este sistema es el mapamundi de ‛Ali b. Ahmad al-Sharafi de Sfax en 1571.
La proyección aparece en muchos mapas del Renacimiento, y Gerardus Mercator la usó para una inserción de las regiones polares del norte en la hoja 13 y la leyenda 6 de su conocido mapa de 1569. En Francia y Rusia, esta proyección se denomina "proyección Postel" en honor a Guillaume Postel, quien la usó para un mapa en 1581. Muchos planisferios de mapas estelares modernos usan la proyección equidistante acimutal polar.

## Definición matemática

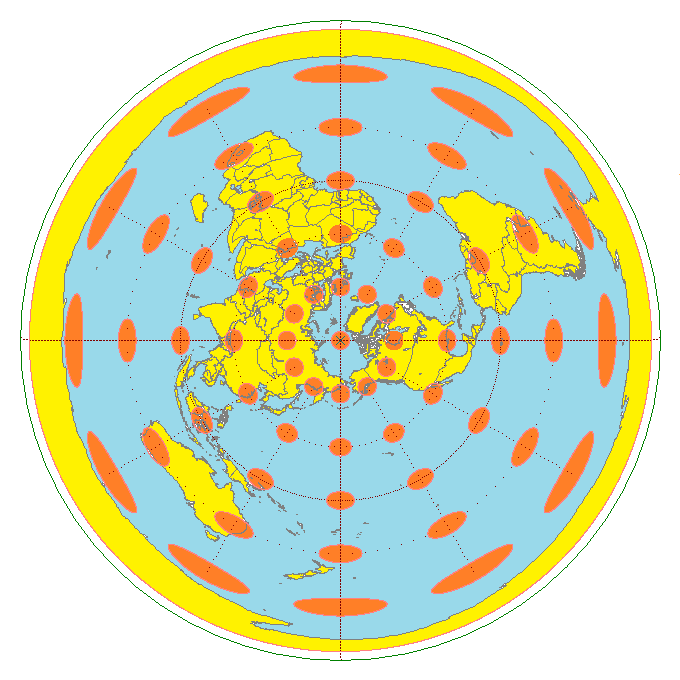
Indicatriz de Tissot aplicada a la proyección equidistante acimutal

Se elige un punto del globo como "el centro" en el sentido de que las distancias mapeadas y las direcciones de acimut desde ese punto a cualquier otro punto serán correctas. Ese punto, ( φ 1 , λ 0 ), se proyectará hacia el centro de una proyección circular, con φ refiriéndose a la latitud y λ refiriéndose a la longitud. Todos los puntos a lo largo de un acimut dado se proyectarán a lo largo de una línea recta desde el centro, y el ángulo θ que la línea subtiende desde la vertical es el ángulo acimutal. La distancia desde el punto central a otro punto proyectado ρ es la longitud del arco a lo largo de un círculo máximo entre ellos en el globo. Por esta descripción, entonces, el punto en el plano especificado por ( θ , ρ ) será proyectado a coordenadas cartesianas:
{\displaystyle x=\rho \sin \theta ,\qquad y=-\rho \cos \theta }
La relación entre las coordenadas ( θ , ρ ) del punto del globo y sus coordenadas de latitud y longitud ( φ , λ ) viene dada por las ecuaciones:
{\displaystyle {\begin{aligned}\cos {\frac {\rho }{R}}&=\sin \varphi _{1}\sin \varphi +\cos \varphi _{1}\cos \varphi \cos \left(\lambda -\lambda _{0}\right)\\\tan \theta &={\frac {\cos \varphi \sin \left(\lambda -\lambda _{0}\right)}{\cos \varphi _{1}\sin \varphi -\sin \varphi _{1}\cos \varphi \cos \left(\lambda -\lambda _{0}\right)}}\end{aligned}}}
Cuando el punto central es el polo norte, φ 1 es igual a {\displaystyle \pi /2} y λ 0 es arbitrario, por lo que es más conveniente asignarle el valor de 0. Esta asignación simplifica significativamente las ecuaciones para ρ u y θ a:
{\displaystyle \rho =R\left({\frac {\pi }{2}}-\varphi \right),\qquad \theta =\lambda ~~}

## Limitación
Dado que la circunferencia de la Tierra es de aproximadamente 40 000 km (24 855 mi), la distancia máxima que se puede mostrar en un mapa de proyección equidistante acimutal es la mitad de la circunferencia, o aproximadamente 20 000 km (12 427 mi). Para distancias inferiores a 10.000 km (6.214 mi), las distorsiones son mínimas. Para distancias de 10.000 a 15.000 km (6.214 a 9.321 mi), las distorsiones son moderadas. Las distancias superiores a 15.000 km (9.321 mi) están gravemente distorsionadas.
Si el mapa de proyección equidistante acimutal se centra en un punto cuyo punto antípoda se encuentra en tierra y el mapa se extiende a la distancia máxima de 20.000 km (12.427 mi), el punto antípoda se difumina en un gran círculo. Esto se muestra en el ejemplo de dos mapas centrados en Los Ángeles y Taipei. La antípoda de Los Ángeles se encuentra en el sur del Océano Índico, por lo que no hay mucha distorsión significativa de las masas de tierra para el mapa centrado en Los Ángeles, excepto en el este de África y Madagascar. Por otro lado, la antípoda de Taipei está cerca de la frontera entre Argentina y Paraguay, lo que hace que el mapa centrado en Taipei distorsione severamente América del Sur.
Ejemplos de mapas de proyección equidistante acimutal
Círculos rojos = círculos de 10.000 km de radio
Círculos morados = círculos de 15 000 km de radio- Mapa centrado en Los Ángeles, cuya antípoda se encuentra en el sur del Océano Índico.

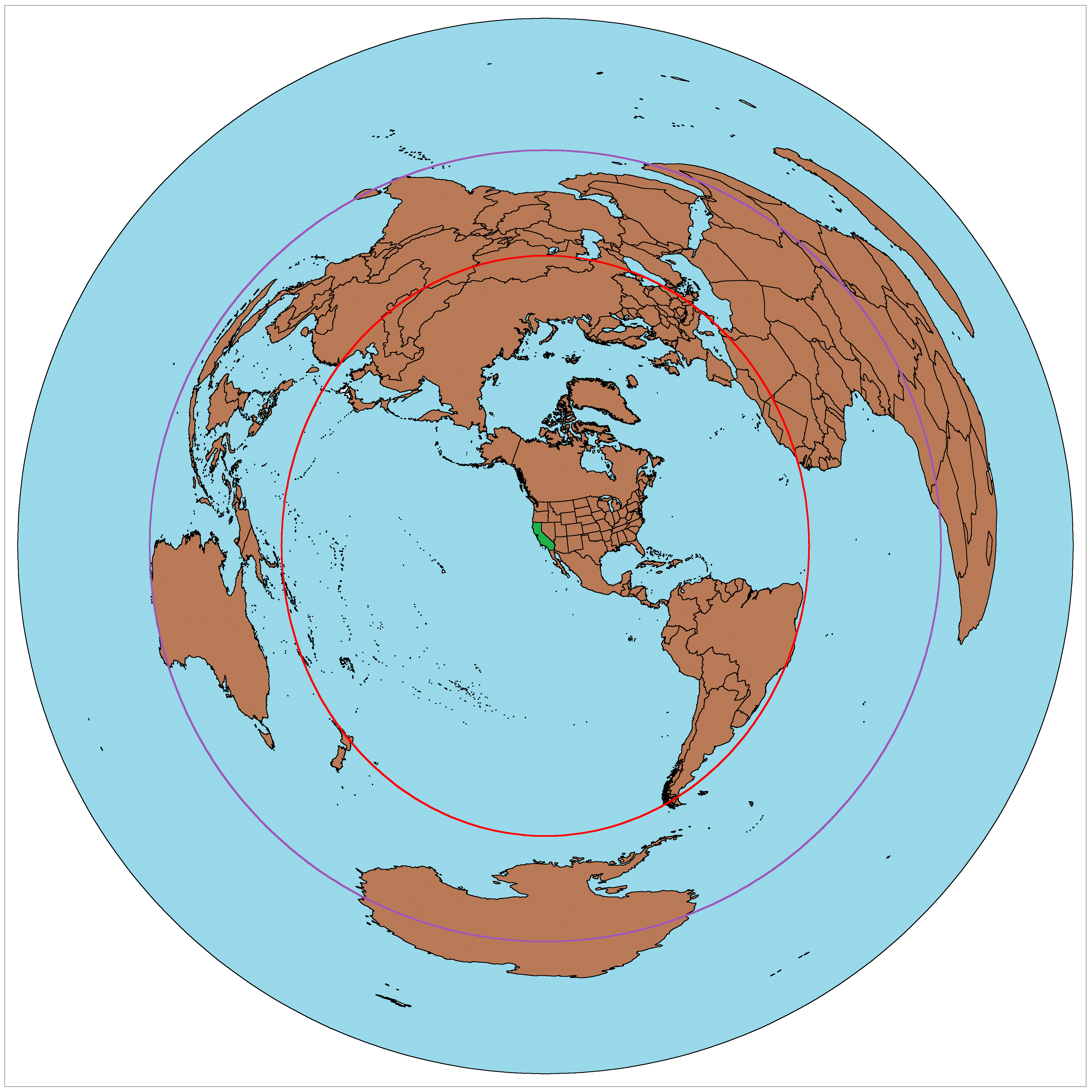
Mapa centrado en Los Ángeles, cuya antípoda se encuentra en el sur del Océano Índico.
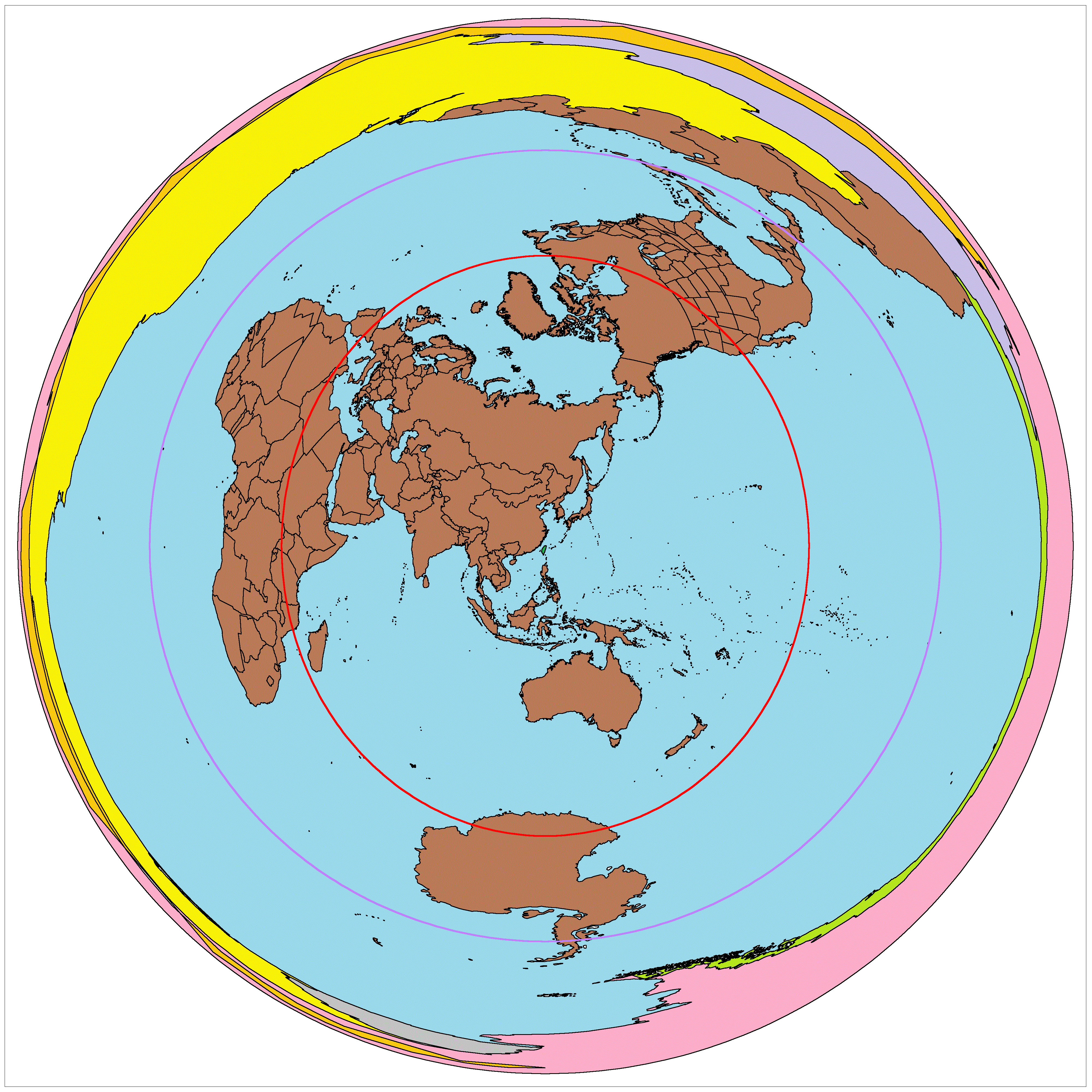
Mapa centrado en Taipéi, cuya antípoda está cerca de la frontera entre Argentina y Paraguay. Brasil ·      Paraguay ·      Argentina ·      Chile ·      Bolivia ·      Uruguay

## Aplicaciones

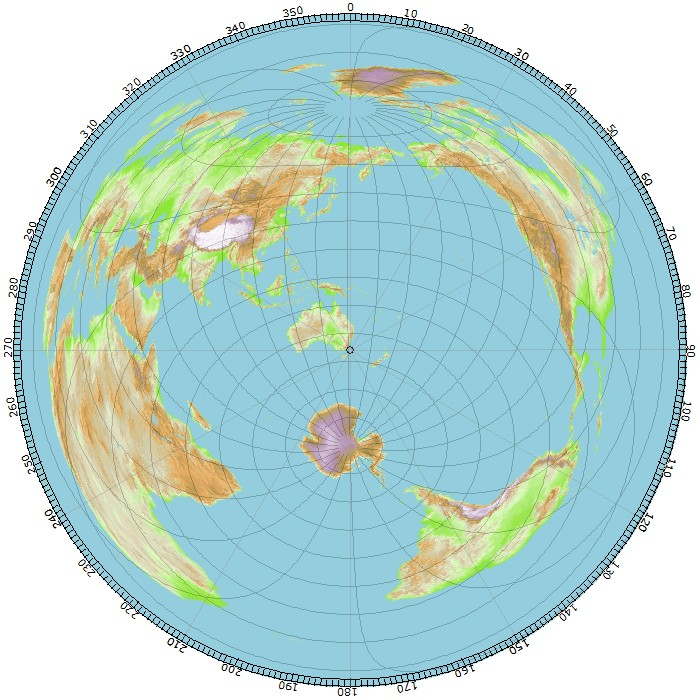
Una proyección equidistante acimutal centrada en Sídney.

Una proyección equidistante acimutal centrada en Corea del Norte junto con los rangos de sus diferentes misiles.

Los mapas de proyección equidistante acimutal pueden ser útiles en la comunicación terrestre punto a punto. Este tipo de proyección le permite al operador determinar fácilmente en qué dirección apuntar su antena direccional. El operador simplemente encuentra en el mapa la ubicación del transmisor o receptor de destino (es decir, la otra antena con la que se comunica) y usa el mapa para determinar el ángulo de acimut necesario para apuntar la antena del operador. El operador usaría un rotador eléctrico para apuntar la antena. El mapa también se puede utilizar en una comunicación unidireccional. Por ejemplo, si el operador busca recibir señales de una estación de radio distante, este tipo de proyección podría ayudar a identificar la dirección de la estación de radio distante. Para que el mapa sea útil, el mapa debe estar centrado lo más cerca posible de la ubicación de la antena del operador.[cita requerida]
Los mapas de proyección equidistante acimutal también pueden ser útiles para mostrar los alcances de los misiles, como lo demuestra el mapa de la derecha.